# Nick Stamulus
Nicholas "Nick" Stamulus (ur. 11 września 1940) – australijski zapaśnik walczący w obu stylach. Olimpijczyk z Rzymu 1960, gdzie zajął siedemnaste miejsce w stylu klasycznym i dwudzieste w wolnym. Walczył w kategorii do 67 kg.

## Letnie Igrzyska Olimpijskie 1960
| Konkurencja          | Rundy eliminacyjne   | Rundy eliminacyjne | Klas. końcowa |
| Konkurencja          | Przeciwnik I         | Przeciwnik II      | Miejsce       |
| -------------------- | -------------------- | ------------------ | ------------- |
| 67 kg styl klasyczny | Roger Skauen (NOR) P | Leo Piek (NED) P   | 17.           |

| Konkurencja      | Rundy eliminacyjne      | Rundy eliminacyjne   | Klas. końcowa |
| Konkurencja      | Przeciwnik I            | Przeciwnik II        | Miejsce       |
| ---------------- | ----------------------- | -------------------- | ------------- |
| 67 kg styl wolny | Hayrullah Şahin (TUR) P | Mohammad Din (PAK) P | 20.           |